# 朝鮮宇宙空間技術委員会
朝鮮宇宙空間技術委員会（ちょうせんうちゅうくうかんぎじゅついいんかい、朝鮮語:조선우주공간기술위원회、英: Korean Committee of Space Technology - KCST）は、朝鮮民主主義人民共和国国営の宇宙機関。国家航空宇宙技術総局(National Aerospace Technology Administration - NATA)は、本組織の別名にすぎないと見做されている。

## 概要
KCSTに関する公的に入手可能な情報は非常に少なく、1980年代に設立されたことが知られており、朝鮮人民軍のミサイル指導局と繋がりがあると見られている。KCSTは人工衛星の製造といった北朝鮮の全ての宇宙開発関連の計画を担当しており、射場は舞水端里と東倉里の2箇所にあるとされている。
2009年、北朝鮮は独自の有人宇宙飛行計画や、部分的再利用可能な有人ロケットの開発を含めた、より野心的な将来の宇宙計画を発表し、同年3月12日に宇宙条約と宇宙物体登録条約に署名した。
2015年10月に北朝鮮の国家宇宙開発局(National Aerospace Development Administration - NADA)が、国際宇宙航行連盟(IAF)へ加盟を申請して一度は加盟が承認されたと発表したものの、同月中に韓国航空宇宙研究院と国連安全保障理事会の北朝鮮制裁委員会の専門家パネルがIAFに対してNADAは国連安保理による制裁対象である朝鮮宇宙空間技術委員会の別名であるにすぎないとする書簡を送付し、IAFはNADAの加盟を取り消した。その後、NADAは2023年に2回の偵察衛星打ち上げ失敗を経て9月に国家航空宇宙技術総局(National Aerospace Technology Administration - NATA)へと名称を変更され、背水の陣で11月22日の衛星打ち上げに臨み、軌道投入に成功させ衛星の運用も行っていると主張している。

### 光明星1号・2号の打上げ
北朝鮮は、1998年8月31日にテポドン1号（北朝鮮名：『白頭山1号』）で北朝鮮初となる人工衛星『光明星1号』を、2009年4月5日にテポドン2号改良型（北朝鮮名：『銀河2号』）で人工衛星『光明星2号』を打上げ、地球周回軌道への投入に成功したと主張しているが、北朝鮮以外のいずれの国においても、軌道上にあるとするこれらの人工衛星の存在を確認できていない。日本やアメリカ合衆国、韓国は、これらの打ち上げについて、仮に人工衛星が積まれていたとしても軌道の投入には失敗しており、打ち上げは人工衛星の打ち上げを口実にした事実上の弾道ミサイルの発射実験であったと分析した。

### 光明星3号の打上げ
2012年、北朝鮮は新たに人工衛星を打ち上げることを国際社会に向けて発表した。北朝鮮は、今度の打ち上げが、北朝鮮が弾道ミサイル技術を使用した飛翔体の発射をすることを禁止した過去の国連安保理決議1695、1718、1874に抵触せず、いかなる国も宇宙を平和利用する権利はあると主張するために、新たに建設された東倉里の射場と管制センターに各国のマスコミを異例的に大々的に招待して公開した。そして4月13日に東倉里の射場から、人工衛星『光明星3号』を搭載したとされるテポドン2号改良型（北朝鮮名：『銀河3号』）を打ち上げた。しかし銀河3号は打ち上げ後まもなく爆発し、バラバラになって黄海に墜落した。北朝鮮は同日中の朝鮮中央通信のニュースで公式に打ち上げの失敗を認めた。各国のメディアは、「北朝鮮はこの打ち上げを成功させることで、金日成生誕100周年を大々的に祝い、金正恩新体制を権威付ける予定であったが、失敗したことで金正恩新体制は発足当初から苦しいものとなった」と報じた。また打ち上げの責任者が粛清される可能性についても報じた。
同年12月12日に、4月に行われた発射実験の時と同名の『銀河3号』で『光明星3号2号機』が打ち上げられた。打上げ後まもなくして北朝鮮は衛星の軌道投入に成功した事を発表し、同日中に北米航空宇宙防衛司令部（NORAD）も、この発射により北朝鮮が人工衛星の軌道投入に成功したと見られる事を発表した。

### 国連安全保障理事会による制裁
2013年1月23日、光明星3号の打上げを受けて召集された国連安全保障理事会において、朝鮮宇宙空間技術委員会を含む北朝鮮の4団体と個人6名を資産凍結の制裁対象とする国連安保理決議2087が全会一致で採択された。